# Lega Nazionale A 1993-1994 (calcio femminile)
La Lega Nazionale A 1993-1994, campionato svizzero femminile di prima serie, si concluse con la vittoria del SV Seebach.

## Classifica
|  | Pos. | Squadra           | Pt | G  | V  | N | P  | GF | GS | DR  |
|  | ---- | ----------------- | -- | -- | -- | - | -- | -- | -- | --- |
|  | 1.   | Seebach           | 34 | 20 | 15 | 4 | 1  | 73 | 31 | +42 |
|  | 2.   | Berna             | 30 | 20 | 14 | 2 | 4  | 63 | 19 | +44 |
|  | 3.   | Schwerzenbach     | 17 | 20 | 7  | 3 | 10 | 32 | 38 | -6  |
|  | 4.   | Blue Stars Zurigo | 17 | 20 | 6  | 5 | 9  | 29 | 40 | -11 |
|  | 5.   | Rapid Lugano      | 13 | 20 | 5  | 3 | 12 | 38 | 62 | -24 |
|  | 6.   | Malters           | 9  | 20 | 2  | 5 | 13 | 23 | 67 | -44 |

Legenda:

      Campione di Svizzera.
      Relegata in Lega Nazionale B.
Note:

Due punti a vittoria, uno a pareggio, zero a sconfitta.